# Iván Raigal Salcedo
Iván Raigal Salcedo   (Lleida, 6 de setembre de 1982) és un jugador català d'handbol que juga a la Lliga ASOBAL a la posició de pivot amb el BM Granollers.